# Hauteur significative
La hauteur significative est une quantité statistique utilisée pour caractériser l'état de la mer. Elle est souvent abrégée en Hs ou H1/3 (ou SWH : Significant Wave Height en anglais). Elle représente la moyenne des hauteurs (mesurées entre crête et creux) du tiers des plus fortes vagues. Pour la calculer à partir d'un enregistrement d'élévation de la surface, on classe les vagues par ordre de hauteur, et la moyenne des hauteurs du tiers supérieur donne la Hs. Cette définition historique vient de l'estimation de la hauteur des vagues par l'observation visuelle, la hauteur significative étant proche de celle estimée par un observateur.
En pratique, la Hs est souvent prise égale à la hauteur Hm0 définie comme quatre fois l'écart type de l'élévation de la surface. Cette dernière quantité est plus facile à calculer, soit à partir d'instruments in situ, soit à partir d'altimètres embarqués sur des satellites.
Le record mondial de hauteur significative observé par un instrument en mer est de 17,2 m, au sud-ouest de l'Irlande en Mer Celtique ; il est probable que la hauteur maximale subie par la bouée M6 qui a fait la mesure lors de la tempête du 9 décembre 2007, ait dépassé les 30 m.
Pour les mesures faites par altimétrie satellitaire, la valeur maximale enregistrée pour une moyenne de 1 seconde est de 20,1 m, lors du passage de la tempête Quirin en février 2011 dans l'Atlantique Nord. 
Il ne faut pas confondre hauteur significative et hauteur maximale. Par exemple, lors d'une campagne de mesure effectuée sur le Phare de la Jument au large de la Bretagne durant l'hiver 2017-2018, une hauteur de vague maximale de 24,60 m a été relevée,.